# Байройтський канон
Байройтський канон складається з опер німецького композитора Ріхарда Вагнера, які виконуються на Байройтському фестивалі.
Опери Байройтського канону — це останні десять із тринадцяти опер, які завершив Вагнер. Половину з яких вибрав сам композитор, а іншу половину додала його вдова, Козіма Вагнер. Він відкинув перших три — «Феї», «Заборона кохання» і «Рієнці» — як роботи початківця. 

## Складові
«Золото Рейну», «Валькірія», «Зигфрід», «Загибель богів»
Це чотири частини «Персня Нібелунга». Фестиваль Байройта був створений і для першої повної постановки «Персня» у 1876 році. Далі «Перстень» було поставлено в Байройті в 1896 році, єдиний сезон, коли цикл був виконаний без супроводу інших опер. З тих пір він з'являється протягом більшості сезонів.
«Парсіфаль»
Ця робота була вперше виконана на другому Байройтському фестивалі у 1882 році. Ступінь асоціації «Парсіфаля» з єдиним місцем проведення фестивалю у театрі  Байройту робить його унікальним серед основних театральних творів. Вагнер назвав оперу Bühnenweihfestspiel, яку оперний режисер Майк Ешман перекладає як «фестивальну роботу для освячення сцени». Ашман пояснює це тим, що вона мала на меті забезпечити фінансове майбутнє Байройтського театру і дозволити спадкоємцям композитора продовжувати прибутково вести фестиваль. «Парсіфаль» до 1903 року ніде більше не ставився, доки Метрополітен-опера у Нью-Йорку не порушила заборону. 
«Парсіфаль» значно перевершує інші твори канону за кількістю виступів, які він мав у Байройті. Це єдина робота, яка мала три фестивальні сезони (1882, 1883 та 1884), присвячені виключно її постановці , і виконувалася щосезону з 1882 року до початку Другої світової війни, за винятком 1896 року, коли увесь сезон був присвячений «Персню».
«Летючий Голландець», «Тангойзер», «Лоенгрін», «Трістан та Ізольда», «Нюрнберзькі мейстерзінгери»
Козіма представила ці п'ять робіт після 1886 року, після того, як вона почала постійно вести фестиваль. Представляючи їх, вона виконала побажання померлого чоловіка. «Мейстерзінгери» — це єдиний твір у каноні, крім «Парсифаля» та циклу «Персня», що мав цілі фестивальні сезони, 1943 та 1944 рр., присвячені лише йому.

## Виступи у Байройті
| Колір | Значення              |
| ----- | --------------------- |
|       | опери Персня          |
|       | опери обрані Вагнером |
|       | опери обрані Козімою  |

| Опера                      | Завершено | Прем'єра         | Прем'єра на Байройті |
| -------------------------- | --------- | ---------------- | -------------------- |
| Золото Рейну               | 1854      | 22 Вересень 1869 | 13 Серпень 1876      |
| Валькірія                  | 1856      | 26 Червень 1870  | 14 Серпень 1876‡     |
| Зигфрід                    | 1869      | 16 Серпень 1876  | 16 Серпень 1876      |
| Загибель богів             | 1874      | 17 Серпень 1876  | 17 Серпень 1876      |
| Парсіфаль                  | 1882      | 26 Липень 1882   | 26 Липень 1882       |
| Трістан та ізольда         | 1859      | 10 Червень 1865  | 25 Липень 1886       |
| Нюрнберзькі мейстерзінгери | 1867      | 21 Червень 1868  | 23 Липень 1888       |
| Тангойзер                  | 1845      | 19 Жовтень 1845  | 22 Серпень 1891      |
| Лоенгрін                   | 1848      | 28 Серпень 1850  | 20 Липень 1894       |
| Летючий голандець          | 1841      | 2 Січень 1843    | 22 Липень 1901       |